# Lee Krasnerová
Lenore "Lee" Krasnerová, narozena jako Lena Krassner (27. října 1908 New York – 19. června 1984 New York) byla americká malířka, žena malíře Jacksona Pollocka, jejíž tvorba se řadí k abstraktnímu expresionismu. Krasnerová je dnes považována za klíčovou postavu ve vývoji abstraktní malby, která spojila umění počátku 20. století s novými myšlenkami poválečné Ameriky.

## Život

### Vzdělání a původ
Narodila se v Brooklynu, v židovské rodině emigrantů z obce Špykiv v Tulčynském rajónu Vinnycké oblasti na Ukrajině.Jako jediná z pěti dětí se narodila ve Spojených státech. Její rodina žila v Brownsville v Brooklynu, kde byla velká populace chudých židovských přistěhovalců. Otec provozoval rybí stánek na tržnici. Byl hluboce nábožensky založený a strávil hodně času v synagoze, zatímco matka udržovala domácnost a rodinný podnik. Lena chtěla být malířkou už od dětství. Zapsala se na střední školu Washingtona Irvinga, která přijímala dívky se zájmem o studium umění. Po jejím ukončení získala stipendium na ženské umělecké škole Cooper Union. Od roku 1922 si říkala Lenore místo Lena. Později vymazala ze svého příjmení Krassner jedno písmeno "s" a zkrátila křestní jméno na Lee.
V dalším uměleckém vzdělávání pokračovala v letech 1928–1932 na Národní akademii pro design.  Získala důkladnou průpravu v kresbě, malbě a designu. Stala se z ní zručná kreslířka, ovládající techniku malby starých mistrů. Z tohoto období se však dochovalo relativně málo děl, kromě několika autoportrétů a zátiší, protože většina byla zničena při požáru v domě rodičů v roce 1931. Jednou z výjimek je její Autoportrét namalovaný v roce 1930, nyní v Metropolitním muzeu umění.

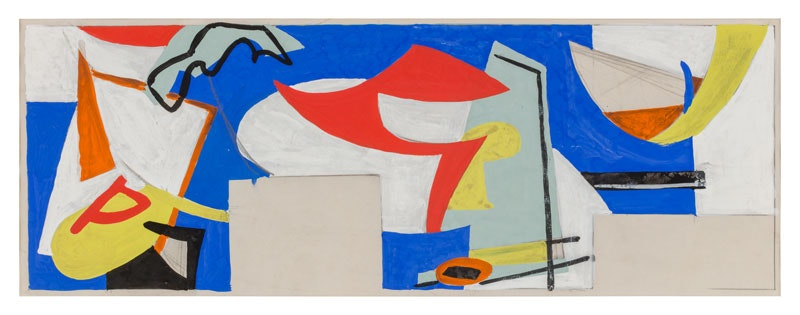
Návrh nástěnné malby pro WPA (1940, kvaš na papíře)

Po otevření Muzea moderního umění v roce 1929 ji ovlivnila díla postimpresionistických umělců, které tam mohla vidět a v roce 1930 začala studovat techniku a teorii moderní malby. Během studií se živila jako servírka a začala vyučovat na City College of New York. Jejím přáním však bylo stát se profesionální umělkyní na plný úvazek. V období ekonomické krize se připojila v roce 1935 k Federálnímu uměleckému projektu Works Progress Administration (WPA), kde pracovala v divizi nástěnných maleb. Jejím úkolem bylo upravovat návrhy jiných umělců pro rozsáhlé veřejné nástěnné malby. Vytvořila také dva vlastní, čistě abstraktní návrhy. Později se v rámci WPA zapojila do práce pro válečné služby vytvářením koláží a plakátů, které propagovaly kurzy civilní obrany na městských vysokých školách. Od roku 1937 studovala u Hanse Hofmanna, který ji zasvětil do principů kubismu a právě Hofmannův vliv jí pomohl vydat se směrem k neo-kubistické abstrakci. V roce 1940 se Krasnerová připojila ke skupině amerických abstraktních umělců, kde se setkala s Willemem de Kooningem, Arshile Gorkym, Franzem Klinem, Adolphem Gottliebem, Markem Rothkem, Barnettem Newmanem, Clyffordem Stillem a Bradley Walkerem Tomlinem.  

### Lee Krasnerová a Jackson Pollock

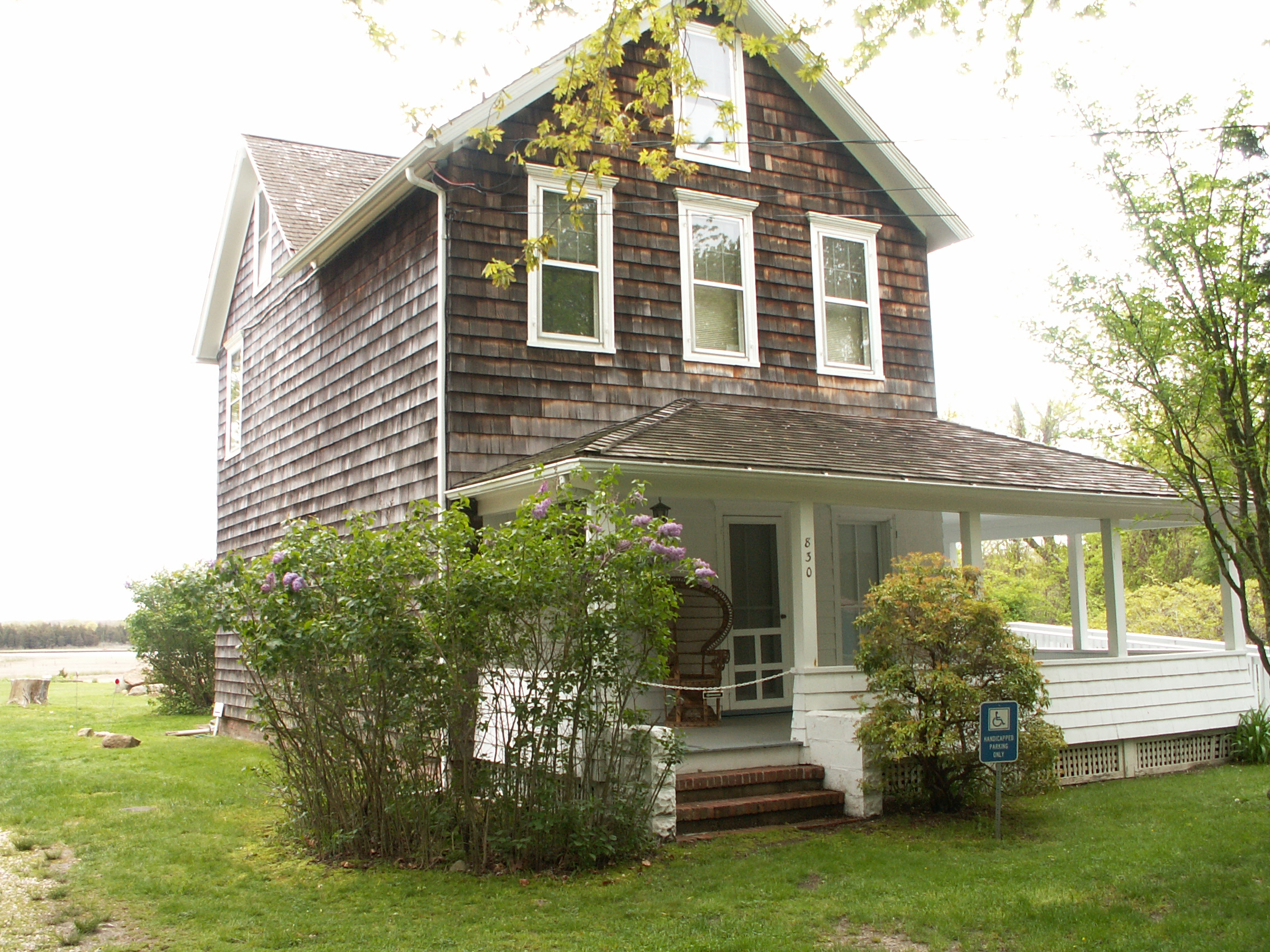
Dům ve Springs

Od roku 1942 žila s malířem Jacksonem Pollockem, v roce 1945 se vzali a přestěhovali do malé usedlosti ve vesničce The Springs na okraji East Hamptonu. Krasnerová věřila, že život na venkově vyléčí Pollockovu depresi a odradí ho od pití. Jeho práce se pro ně stala nejvyšší prioritou. Krasnerová dělala vše, aby ho podpořila, snažila se kontrolovat jeho spotřebu alkoholu, stala se jeho sekretářkou a manažerkou. Používala jako svůj hlavní ateliér malou ložnici v poschodí, zatím co Pollock měl samostatný ateliér v nedaleké stodole. Zpočátku byla pod vlivem jeho tvorby (velmi pravděpodobný je však i vliv její kritiky na jeho dílo). Později se však od jeho vlivu oprostila a její obrazy nesou vlastní osobitý výraz. Od roku 1946 zde začala malovat cyklus Malé obrazy. Měla pouze dvě samostatné výstavy a její práce byly zahrnuty do několika skupinových výstav, než ji její výstava koláží v roce 1955 ve Stable Gallery na Manhattanu znovu etablovala jako jednu z předních abstraktních umělců své generace. Ve Springs žili a pracovali společně až do roku 1956, kdy se jejich vztah začal rozpadat. Pollock bojoval se svým alkoholismem a měl poměr s malířkou Ruth Kligmanovou. Krasnerová odjela v létě navštívit přátele do Evropy, ale musela se rychle vrátit, když dostala zprávu, že Pollock 12. srpna zemřel při autonehodě.  
Setkání, tvorba, společný dramatický život manželů a Pollockova smrt jsou zachyceny v americkém životopisném filmu Pollock z roku 2000, postavu Lee zde úspěšně ztvárnila herečka Marcia Gay Hardenová (za tuto roli obdržela Oscara). Také román Seek my Face (Hledej moji tvář) Johna Updikea z roku 2002 odráží, v postavě a příběhu hlavní hrdinky, velkou část jejího života.

### Život bez Pollocka
Krasnerová byla jediným Pollockovým dědicem a stala se správcem jeho majetku. Už dva týdny po jeho smrti pokračovala ve vlastní práci a vytvořila několik malířských cyklů. V roce 1958 byla pověřena, aby navrhla dvě nástěnné malby pro sídlo společnosti na Broadwayi. Na tomto úkolu pracovala společně se svým synovcem Ronaldem Steinem. Pro nástěnné malby – větší má šířku 26 m – byly použity nepravidelně rozbité italské skleněné kameny v sytě červené, černé, modré a světle zelené barvě. Díla tvoří kontrast k obdélníkovým, monotónním kancelářským budovám.

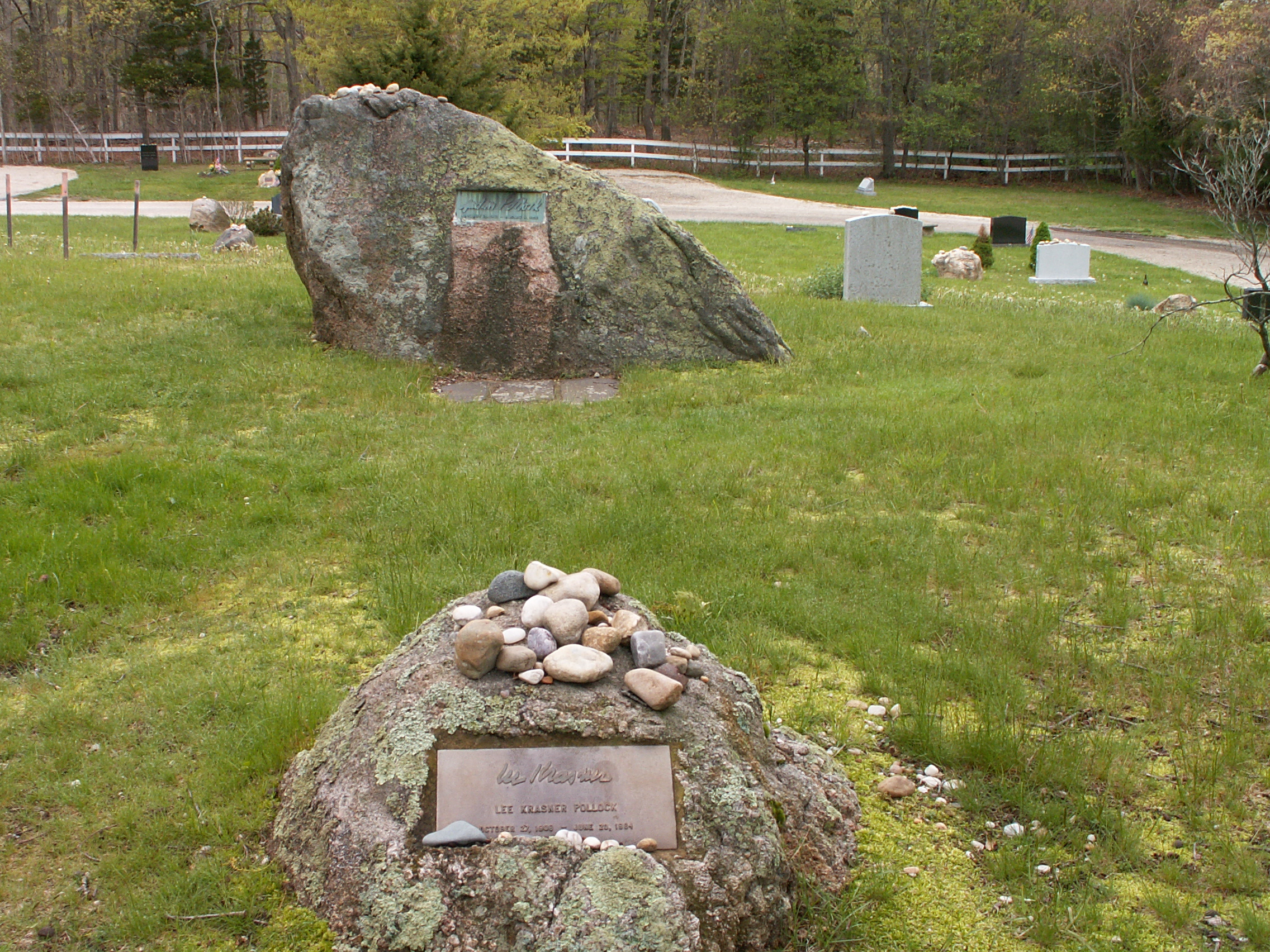
hroby Krasnerové a Pollocka na hřbitově ve Springs

Umělecký vývoj Krasnerové byl přerušen koncem roku 1962, kdy utrpěla téměř smrtelné aneuryzma mozku, což ji stejně jako zlomené zápěstí pravé ruky omezovalo v práci téměř dva roky. V té době si pořídila rezidenci na Manhattanu, ale nadále trávila několik měsíců v roce v The Springs. Přestěhovala se do Pollockova bývalého ateliéru ve stodole a pracovala tam po zbytek svého života. V roce 1965 jí byla věnována retrospektiva ve Whitechapel Gallery v Londýně. Tato první muzejní výstava, která putovala po několika britských městech a skončila v New Yorku, se setkala s pozitivním ohlasem. Po velkých samostatných výstavách na počátku sedmdesátých let 20. století se Krasnerová postupně zbavovala role manželky Jacksona Pollocka a dosáhla uznání za svůj vlastní přínos modernímu americkému umění.
Krasnerová zemřela po dlouhé nemoci  v nemocnici v New Yorku 19. června 1984 ve věku 75 let. Byla pohřbena na hřbitově Green River ve Springs vedle svého manžela.
Dům a ateliér ve Springs byly v roce 1994 prohlášeny národní historickou památkou  Byl zpřístupněn veřejnosti a stal se kultovním místem pro milovníky tvorby obou malířů i abstraktního expresionismu obecně. V roce 1985 byla založena nadace Pollock-Krasner, která poskytuje finanční podporu umělcům z celého světa.

## Tvorba

### Charakteristika díla
Krasnerová je řazena mezi abstraktní expresionisty díky svým abstraktním, gestickým a expresivním pracím v malbě, kolážích, kresbě uhlem a příležitostně i nástěnných mozaikách.
Během své kariéry procházela obdobími tvůrčích zápasů, kdy experimentovala s novými styly. Její obrazy jsou charakteristické formálními prvky kubismu, které, svým vlastním způsobem, modifikovala pro vytvoření velkoplošných abstraktních kompozic. V určitých fázích tvorby se v nich objevují náznaky prvků reálného světa. Mezi další rysy jejího díla patří: barevný a tvarový rytmus v ploše, využití barvy (na rozdíl od kubismu), malba štětcem (na rozdíl od některých kolegů v hnutí abstraktního expresionismu), koláž (jak z cizích prvků, tak z částí svých vlastních obrazů), potlačení prostoru, plošnost.
Byla velmi kritická ke své vlastní práci, často obrazy přepracovávala a většinu svých raných děl sama zničila. V důsledku toho je rozsah jejího dochovaného díla poměrně malý, činí asi 600 prací. Často rozřezávala své vlastní kresby a malby, aby vytvořila své kolážové obrazy. V průběhu kariéry často měnila styl podle nálady, námětu, textury, materiálů a kompozic. Její umění bylo formováno její individuální osobností a emocionálním stavem. Hlavními náměty jsou zájem o vlastní osobu, přírodu a moderní život.

### Vývojové etapy
Svou kariéru zahájila, pod vlivem tradiční výuky v Národní akademii designu, realistickými až ilustrativními malbami a kresbami. Nespokojena se svým vývojem pokračovala ve studiu se zaměřením na moderní trendy evropského malířství. Do roku 1940 byla spojena s Hofmannovou školou a během tohoto období se stále více obracela ke kubistické a volné abstrakci.
Na konci roku 1941 poprvé uviděla práce Jacksona Pollocka a pod jejich dojmem opustila svůj dosavadní kubistický styl. V následujícím období vedla tvůrčí zápas o nový výraz směřující k větší impulzivnosti a expresivnosti. Na podzim roku 1945 Krasnerová zničila mnoho svých kubistických děl, která vytvořila během studií s Hofmannem. Pollockova osobnost měla velký vliv na její umělecký vývoj, do své práce začala promítat více osobních pocitů, stala se spontánnější. Dlouho se tvrdilo, že umělecky zůstala v jeho stínu, ale jejich vztah byl vzájemně obohacující. Během svého malířského vývoje si Krasnerová zachovala prvky svých raných analytických dovedností a strukturální sofistikovanosti. Navíc nikdy neztratila svůj hluboký obdiv k Matissovi a Mondrianovi, jehož mřížka zůstala základem mnoha jejích všestranných kompozic, především série Malé obrázky a obdélníkových abstrakcí z let 1946–1951. Zejména Matisse byl pro ni celoživotním zdrojem inspirace. Přesto intuitivní povaha Pollockova přístupu k tvorbě pomohla osvobodit umění Krasnerové od formalistických omezení, zatímco její postřeh a bystrý úsudek – stejně jako její cílevědomé odhodlání podporovat jeho kariéru – se ukázaly jako neocenitelné pro jeho úspěch.
V letech 1946–1949 Krasnerová vytvořila sérii 31 abstraktivních obrazů, nazvanou Malé obrázky, které oslavují samotnou malbu jako základní prostředek komunikace. Podle stylu byly rozdělovány na mozaikové, pavučinové nebo hieroglyfické. Mozaikové obrazy byly vytvořeny prostřednictvím hustého nahromadění barvy, zatímco její pavučinové malby byly vytvořeny odkapávací technikou, ve které byl štětec vždy blízko povrchu plátna. Hieroglyfická plátna pokrývají mřížky z různých geometrických tvarů, které jsou překryty bílými liniemi připomínajícími hieroglyfické nebo hebrejské písmo. Krasnerová na svých plátnech podvědomě pracovala zprava doleva, což vedlo badatele k rozdílné interpretaci jejího díla. Po dokončení série Malých obrázků Krasnerová začala experimentovat s automatickou malbou na velkých formátech, ale v létě roku 1950 opět změnila svůj styl k malbě barevných polí a zničila figurativní automatické malby, které předtím vytvořila. V roce 1951 měla samostatnou výstavu v galerii Betty Parsonsové, která patřila mezi propagátorky abstraktního expresionismu.
V roce 1951 Krasnerová zahájila svou první sérii kolážových obrazů, pro které používala kousky rozřezaných a roztrhaných předchozích velkoplošných barevných obrazů. V této době přestala pracovat u stojanu a plátno měla položené na stole nebo na podlaze. Z fragmentů vytvářela kompozice, které pak doplňovala barvou nanášenou štětcem. Většina kolážových obrazů, které vytvořila, připomíná rostlinné nebo organické formy, ale nepodobá se zcela živému organismu. Použitím mnoha různých materiálů dokázala vytvořit texturu (hmatatelnou kvalitu povrchu) a zabránit tomu, aby byl obraz zcela plochý. Tyto kolážové obrazy představují odklon Krasnerové od neobjektivní abstrakce. Od tohoto období vytvářela metaforické a obsahově naplněné umění, které odkazuje na organické postavy nebo krajiny. Od roku 1951 do roku 1953 byla většina jejích děl vytvořena z roztrhaných kreseb dokončených černým inkoustem. Roztržením papíru namísto jeho řezání jsou okraje postav mnohem měkčí ve srovnání s geometrickými a tvrdými tvary v předchozích dílech. Někdy pro své koláže používala i fragmenty vyřazených Pollockových obrazů.
V roce 1956 namalovala obraz, který nazvala Proroctví. Od jejích předchozích děl se lišil složitými, masivními i formami a barevností. V létě 1956 Krasnerová začala pracovat na své sérii Earth Green (Zelená země), která stejně jako Proroctví odráží emocionální otřesy tohoto období v jejím životě. Byla namalovaná v kritickém průsečíku jejího života, kdy Pollockova smrt znamenala zároveň osobní tragédii i příležitost prosadit svou vlastní uměleckou nezávislost. Série tak představuje koloběh zrození a smrti přírodního světa, a to doslova i metaforicky. Prostřednictvím těchto rozsáhlých akčních obrazů Krasnerová zobrazuje hybridizované postavy, které jsou tvořeny organickými rostlinnými formami a anatomickými částmi, které často odkazují na mužské i ženské části těla.
Krasnerová pokračovala v experimentování s abstraktními obrazy a v letech 1959 až 1962 vytvořila cyklus 24 obrazů nazvaných Umber Series (Umbrová série, někdy Noční cesty). Byly realizovány během jednoho z jejích nejambicióznějších období tvůrčí produkce po náhlé a tragické ztrátě manžela. Během této doby nově nalezené samoty se Krasnerová přestěhovala do Pollockova studia v jejich domě v The Springs, což jí umožnilo poprvé experimentovat na velkých plátnech. V tomto období trpěla depresemi a chronickou nespavostí, která ji přiměla pracovat pouze v noci pod umělým světlem. Její barevná paleta se posunula od živých odstínů k matným, monochromatickým barvám. Vznikly dynamické abstraktní kompozice v jemné barevné kombinaci umbry, smetanové a bílé. Obrazy ze série jsou katarzními prostředky, jimiž umělkyně konfrontovala své turbulentní vztahy a pocity smutku, přičemž se dále rozvíjela v jednu z nejvýraznějších a nejvýznamnějších umělců éry abstraktního expresionismu. Tyto obrazy již nevyjadřují dřívější organické formy, ale místo toho jsou často interpretovány jako násilné a divoké krajiny.
V roce 1962 začala používat jasné barvy, obrazy odkazují na tropickou krajinu nebo rostliny. Tyto obrazy často připomínají kaligrafii nebo květinovou výzdobu a neodrážejí již bezprostřední vliv jejího emocionálního rozpoložení. Koncem roku 1962 jí prasklo aneuryzma, upadla a zlomila si pravé zápěstí. Protože stále chtěla pracovat, začala malovat levou rukou. Méně používala štětec a barvu často vymačkávala na plátno přímo z tub nebo plechovek, což způsobilo, že na povrchu obrazů byly velké skvrny bílého plátna.
V roce 1969 se Krasnerová soustředila především na tvorbu děl technikou kvaše na papíře. Tyto práce byly pojmenovány například Země, Voda, Semeno nebo Hieroglyfy a někdy byly přirovnávány ke skvrnám na Rorschachůvě testu. Počínaje rokem 1970 začala vytvářet velké horizontální malby tvořené tvrdými hranami a paletou několika jasných, vzájemně kontrastních barev. O tři roky později začala pracovat na své druhé sérii kolážových obrazů, když při úklidu ateliéru objevila staré kresby uhlem z konce třicátých let. Tyto většinou figurální kresby roztrhala a použila v kolážích, jejichž názvy nesly různé slovesné časy (Verb tense). Na výstavě v roce 1977 měla celá série příznivý ohlas.

### Lee Krasnerová, žena a malířka
„Tento obraz je tak dobrý, že byste nepoznali, že ho namalovala žena." Tento výrok Hanse Hofmanna dobře ilustruje dobový náhled na ženu v umění.
Její netkvěl pouze v kvalitě jejího díla, ale také v pevném postavení, které si v téměř ryze mužské disciplíně, ve Spojených státech v 50. letech 20. století, dokázala vybudovat a udržet.